# Artyom Delkin
Bản mẫu:Eastern Slavic name
Artyom Valeryevich Delkin (tiếng Nga: Артём Валерьевич Делькин; sinh ngày 2 tháng 8 năm 1990) là một cầu thủ bóng đá người Nga. Anh thi đấu cho F.K. Orenburg.